# Conductivité hydraulique
La conductivité hydraulique, généralement notée K, est une grandeur qui exprime l'aptitude d'un milieu poreux à laisser passer un fluide sous l'effet d'un gradient de pression. Dans le Système international d'unités elle s'exprime en mètres par seconde (m/s).

## Description
La conductivité hydraulique est une grandeur qui dépend à la fois des propriétés du milieu poreux où l’écoulement a lieu (granulométrie, forme des grains, répartition et forme des pores, porosité intergranulaire), des propriétés du fluide qui s'écoule (viscosité, densité) et du degré de saturation du milieu poreux.
La conductivité hydraulique, qui a la dimension d'une vitesse [L T−1], est généralement exprimée en mètres par seconde (m/s).
La loi de Darcy exprime le débit filtrant au travers d'un milieu poreux en fonction de la conductivité hydraulique et du gradient de pression.
La conductivité hydraulique s'exprime en fonction des propriétés intrinsèques du milieu poreux et de celles du fluide :
{\displaystyle K={\frac {k\,\rho \,g}{\mu }}}
avec :
- {\displaystyle k} : la perméabilité intrinsèque du milieu poreux (m2),
- {\displaystyle \rho } : la masse volumique du fluide (kg/m3),
- {\displaystyle g} : l'accélération de la pesanteur (m/s2),
- {\displaystyle \mu } : la viscosité dynamique du fluide (Pa s = kg m−1 s−1).

La conductivité hydraulique et la perméabilité intrinsèque sont des fonctions strictement croissantes du taux de saturation du milieu poreux (ou du potentiel matriciel). Lorsque la teneur en eau augmente, le nombre de pores en eau augmente, ainsi plus de pores participent à l'écoulement et la conductivité augmente. Lorsque le milieu est saturé, la conductivité hydraulique est maximum. On parle alors de conductivité hydraulique à saturation, Ksat.
Une valeur de 10−9 m/s a été définie par convention comme imperméable. Dans certaines opérations d’enfouissement, ou de gestion environnementales, une valeur atteignant les 10−13 m/s peut être exigée pour le sol ou la membrane servant de plancher (par exemple un site d’enfouissement de déchets radioactifs).